# Звірята Суфіни
Звірята Суфіни (або Маленькі Звірята Суфіни, англ. Suphina's Little Beasts) — український електронний студійний проект з Києва у 1998–1999 роках.

## Склад
Електронний студійний проект «Звірята Суфіни» складався з двох колишніх учасників гурту «YARN», який на початку 1990-х грав етно-ґотику.
- Леонід Белєй — з 1997 року і до сьогодні учасник київського рок-гурту «Мандри». Також брав участь в різноманітних проектах поза «Мандрами» — зокрема писав музику до так і не виданого пісенника Каті Chilly «Сон» (2002). Навесні 2003-го року в складі гурту Suphina Dentata записав платівку «Rosa Del Ciel». У березні 2005-го під творчим іменем Лео видав власний альбом «Люмінофори».

- Олександр Юрченко — разом з Леонідом Бєлєєм входив до складу київської групи Suphina Dentata.

## Творчість гурту
За словами самих авторів проекту, п'єси створені за принципом колажу, що містить запозичення з музики середньовіччя, наслідування класичній музиці, а також проєкції ритмічних структур, характерних для афро-арабського та близькосхідного регіонів. Музика ця виключно інструментальна, суто студійна, і відтворення її на концерті уявити собі важко. Оскільки робиться вона виключно на електронних інструментах, зберігаючи при цьому витіюватість творів, заграних на інструментах акустичних, назвати її можна електронним бароко.[джерело?]

## Оцінка музикознавців
Творчість гурту мала досить схвальну оцінку серед музичних критиків. Український музичний оглядач Олександр Євтушенко відзначив:
|  | Середньовічні мотиви, граціозно-сріблястий саунд інструментальних п'єс нагадували загадкові орнаменти, які за якістю могли конкурувати з найкращими зразками західної ембієнт-сцени. Маленький київський лейбл «Квазі-Поп» видав накладом у 200 примірників єдиний альбом «Звірят Суфіни» — справжній шедевр, який дотепер не має собі рівних. |

## Дискографія
- Звірята Суфіни (2002)

## Композиції гурту в музичних збірках
- Between Rains and Drought (Між дощами та посухою) (2001)
- Українська ґотика (vol. 1) (2003)